# Joakim Johansson
Ej att förväxla med musikern Jocke Johansson (1923–1965).
Ej att förväxla med friidrottaren Joakim Johansson (friidrottare).
Joakim Johansson, född 21 april 1965 i Karlstad, är en svensk målare.
Johansson är som konstnär autodidakt. Han har ställt ur separat på Galleri Lars 2003, Galleri Bergman 2006, Arvika Konsthall 2007. Värmlands museum och medverkat i samlingsutställningar på Galleri K, Åmåls konsthall, Prostgårdslagårn i Torsby, Kristinehamns konstmuseum, Vadsbo Museum, 7 värmlänningar på Krapperup konsthall, Liljevalchs konsthall, Edsvik Konsthall och med Värmlands konstförenings Höstsalonger på Värmlands museum.
Han har tilldelats Arbetsstipendium från Karlstads Kommun 2014, Thor Fagerkvist Stipendium 2013, Nya Wermlands Tidningens Kulturpris 2012 och Konstnärsnämndens arbetsstipendium 2009.
Hans konst består av fotorealistiska tavlor i olja och akryl med motiven gatuscener, byggnader och trapphus.  
Johansson är representerad vid Värmlands museum, Region Värmland, Karlstad kommun, Kristinehamns konstmuseum och Värmlands läns landsting.